# Juan Carlos Fanconi
Juan Carlos Fanconi es Productor Ejecutivo, Escritor y Director de Cine, Fundador de la productora centroamericana de cine Cana Vista©. Además, ha sido galardonado por sus producciones en la 38 entrega del Festival de Ciencia Ficción de Boston 2013 y en el Festival Internacional Icaro 2013.

## Biografía
Juan Carlos Fanconi actualmente vive en la ciudad de Lugano, Suiza. Nació en Tegucigalpa, Honduras (1979) de una familia nativa de Poschiavo, Cantón de los Grisones; a sus 19 años, escribió y dirigió su primera película, "Almas de la Medianoche".
En 2002, la película fue estrenada en los cines de Honduras con gran éxito, siendo la primera película presentada en las salas de cine en la historia de Honduras.
Entre 2004 y 2011 creó y dirigió 5 programas de televisión en Honduras.  En 2012, Juan Carlos Fanconi lanzó su segundo largometraje "El Xendra", el cual fue proyectado en los cines de Honduras, El Salvador, Costa Rica, Guatemala y Nicaragua, y ha sido galardonada en los festivales de Ciencia Ficción de Boston  (Premio del Jurado a la excelencia), en el Festival Ícaro (Mejor Producción),  además de haber recibido 8 selecciones oficiales alrededor del mundo.
En marzo de 2017 estrenó su tercera película, Un lugar en el Caribe, representada por Shoreline Entertainment de Los Ángeles, CA, llegando a una amplia audiencia internacional, distribuida en reconocidas cadenas de televisión como HBO y Cinemax. Actualmente ha adquirido los derechos la cadena de Video Streaming Amazon Prime Video.

## Obra
| Años   | Título                        | Cargo              | Cadena |
| ------ | ----------------------------- | ------------------ | ------ |
| 2021 - | Clans, Serie TV - 8 episodios | Creador, Guionista |        |

| Año  | Título                 | Cargo                                    |
| ---- | ---------------------- | ---------------------------------------- |
| 2002 | Almas de la Medianoche | Director, guionista                      |
| 2012 | El Xendra              | Productor ejecutivo, director, guionista |
| 2017 | Un lugar en el Caribe  | Productor ejecutivo, director, guionista |